# Próba utworzenia uniwersytetu we Wrocławiu w 1505 roku

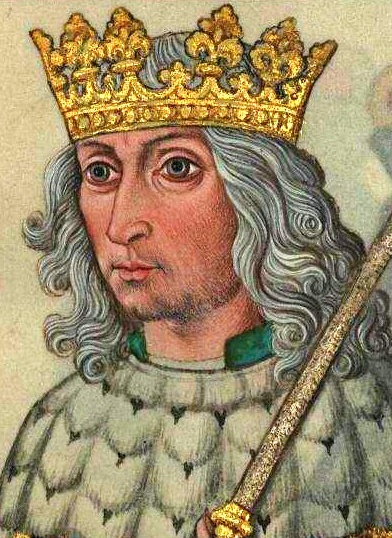
Władysław II Jagiellończyk, zatwierdził w 1505 roku akt erekcyjny wrocławskiej szkoły wyższej

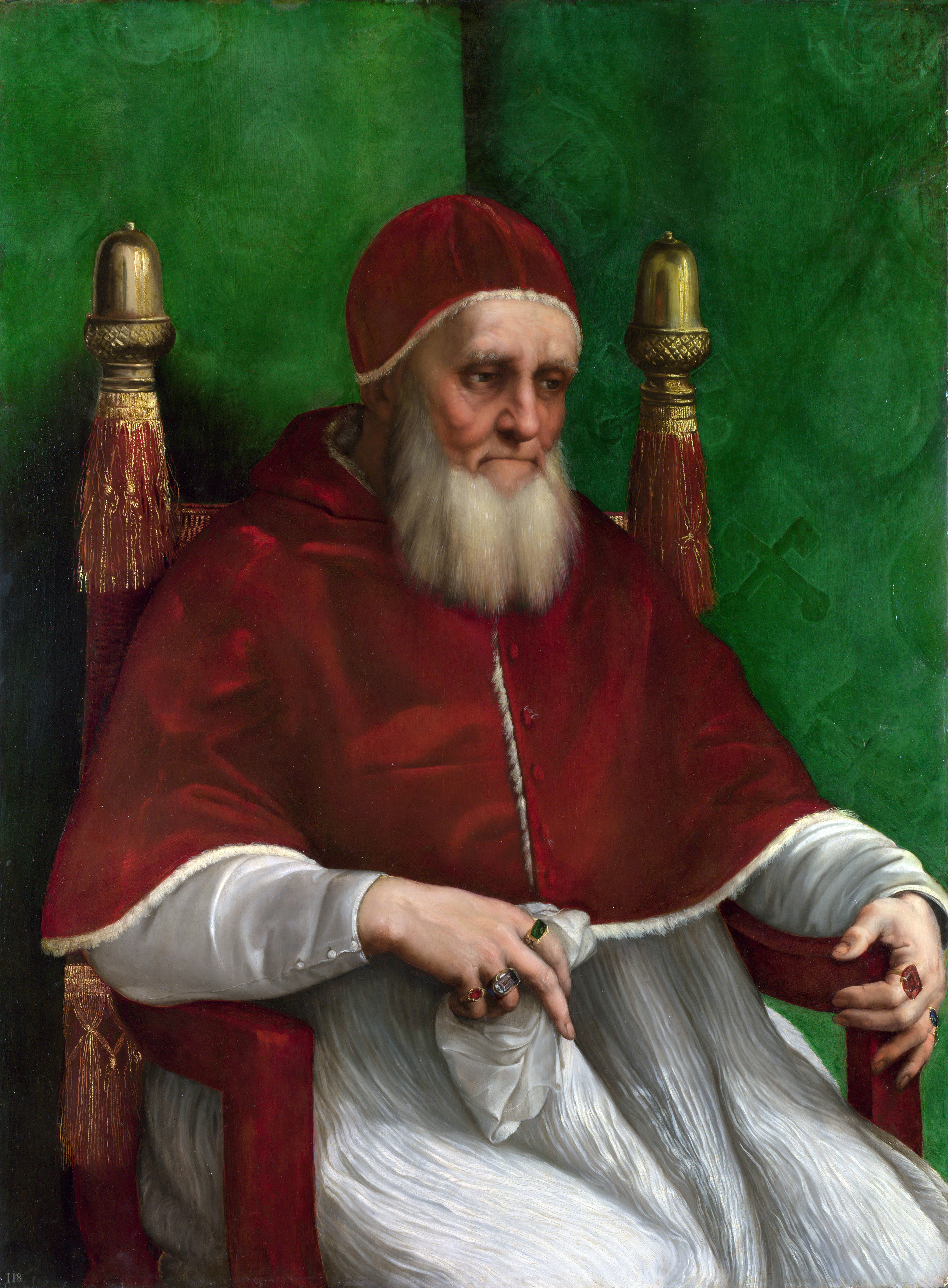
Papież Juliusz II nie wydał w XVI wieku zgody na utworzenie wrocławskiej uczelni, na skutek protestu Uniwersytetu Jagiellońskiego

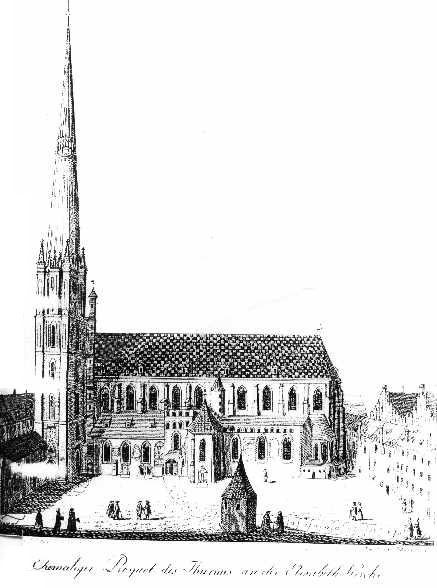
Kościół św. Elżbiety we Wrocławiu (stan w XV wieku), przy którym przewidywano wznieść tymczasową siedzibę uniwersytetu

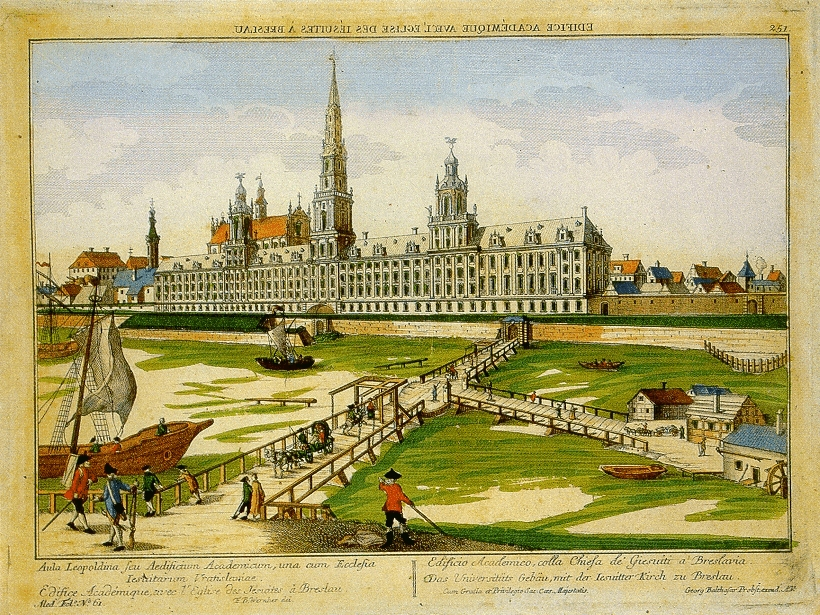
Do idei utworzenia uczelni we Wrocławiu powrócono dopiero w XVIII wieku, widok projektu gmachu Akademii Leopoldyńskiej

Próba utworzenia uniwersytetu we Wrocławiu w 1505 roku – nieudana inicjatywa wrocławskich mieszczan z początku XVI wieku, zmierzająca do utworzenia we Wrocławiu uniwersytetu, która została niezrealizowana, w wyniku sprzeciwu Stolicy Apostolskiej oraz niechęci Uniwersytetu Jagiellońskiego.

## Pierwsze próby utworzenia uczelni
Pierwsza inicjatywa powołania uniwersytetu na Śląsku pojawiła się już w 1409 roku za sprawą świdniczanina Jana Hoffmanna, dziekana jednego z wydziałów Uniwersytetu Karola w Pradze. Uczelnia ta miała mieć swoją siedzibę we Wrocławiu. Projekt ten związany był z kryzysem na praskim uniwersytecie, który przejawiał się odejściem z niego części profesorów. Ostatecznie na miejsce kontynuowania swojej działalności wybrali oni wówczas Lipsk.

## Plany powstania uniwersytetu we Wrocławiu
Rok  1505 przyniósł ukoronowanie starań  wrocławskich mieszczan o powołanie w mieście uniwersytetu. Działania w tym kierunku były prowadzone od kilku lat, a jednym z ich inicjatorów był Grzegorz Morenberg, magister filozofii, sekretarz wrocławskiej rady miejskiej na przełomie XV i XVI wieku. Zjednał on sobie kardynała Piotra Reginusa (legata papieskiego na Czechy i Węgry), Jana Haunolda, ówczesnego starostę krajowego i wpływowego rajcę wrocławskiego. Plany te zyskały aprobatę ówczesnego biskupa wrocławskiego Jana Rotha. Na projekt ten życzliwie odniósł się król Czech Władysław II Jagiellończyk, który 20 lipca 1505 roku wydał w Budzie dokument fundacyjny zezwalający na utworzenie we Wrocławiu uczelni wyższej, noszącej nazwę „Generale litterarum Gymnasium”, a także określający środki na jego uposażenie:

Postanowiliśmy (...) dla pomyślnego rozwoju naszej prawdziwej chrześcijańskiej religii, dla chwały i wywyższenia naszego królestwa i Korony Czech (...) ufundować uniwersytet, aby były na nim wykładane przez wyznaczonych i mianowanych w tym celu profesorów zasady teologii oraz prawa kanonicznego i cesarskiego, a także nauki filozofii, ponadto medycyny, gramatyki, dialektyki, retoryki, poetyki, arytmetyki, geometrii, muzyki i astronomii. Czynimy to w naszym mieście Wrocławiu, które jest stolica całego Śląska i z łatwością przewyższa wszystkie miasta Niemiec cudownie dobrym położeniem, znakomitością budynków i świetnych monumentów, a ponadto kulturą mieszkańców.

Poza tym w akcie tym użyto wielu ważkich argumentów takich jak potrzeba wzmocnienia wiernych w wierze katolickiej po czasach husyckich, a przede wszystkim pragnienie, żeby śląska młodzież miała dostęp do kształcenia na poziomie szkoły wyższej.
Wrocławski uniwersytet miał składać się z czterech wydziałów: teologii, prawa rzymskiego i kościelnego, medycyny, która obejmowała siedem sztuk wyzwolonych. Zwierzchność nad uczelnią jako kanclerz miał sprawować biskup wrocławski. Ciekawym rozwiązaniem był zamiar nadania prawa patronatu radzie miejskiej, która mogła mianować profesorów oraz karać wszystkie osoby, które łamały prawo i obyczaje akademickie.

## Upadek idei powstania uniwersytetu w XVI wieku
Do sfinalizowania zgody brakowało jedynie zatwierdzenia ze strony papieża Juliusza II, który jej nie wyraził na skutek protestu ze strony Akademii Krakowskiej, co doprowadziło do upadku tej idei. Również bezowocne okazały się starania podjęte w 1507 roku w Rzymie przez nowego ordynariusza wrocławskiego Jana Turzona.
Opór krakowskiej „Alma Mater” wynikał z obaw o zmniejszenie liczby studentów pochodzących ze Śląska na Akademii Krakowskiej oraz wynikające stąd straty natury ekonomicznej. Było o co walczyć, ponieważ w latach 1433–1510 w Krakowie studiowało 2487 Ślązaków, co stanowiło około 14% całej młodzieży akademickiej w tym mieście.